# 日刊工業新聞
日刊工業新聞（にっかん こうぎょうしんぶん）は、日本の産業経済紙。日刊工業新聞社によって発行されている。

## 概要
1915年（大正4年）創刊で100年以上の歴史を持つ。紙名に「工業」を冠しているように、製造業の動向を中心としつつ、幅広い業界・テーマを取り上げる（流通・サービスや運輸、金融、農業、科学技術、大学・教育、経済・商工団体、行政・政治など）。中小企業の報道にも熱心で、地方の多くの企業や新しいベンチャービジネスについても、記事と広告特集の両方で紹介する。環境問題や企業コンプライアンス（法令遵守）など業種横断的な連載・特集も行う。
発行部数は公称約33万部。発行は基本的に平日（祝日含む元日を除き、月曜日が新聞休刊日に当たる場合は土曜日に振り替え発行する）。通常は28 - 40ページ体制で第2部という形で別刷を発行することもある。1面は重要なトピックスを扱い、最終面は「深層断面」と「企業研究」を掲載する。「自動車」「機械・ロボット・航空機」「電機・電子部品」「情報通信」など産業ごとに分けて、企業と業界のトピックスを扱う。毎日、何らかの業界・企業グループ・地域の特集ページが存在する。
新聞発行に加えて、新聞読者層である各業界向けの見本市・展示会やイベントを日刊工業新聞社として主催・共催している。その告知・募集や当日の様子が紙面に掲載される。また異業種交流組織「産業人クラブ」を全国および各地域で運営しているほか、日本のモノづくり産業の発展を目的とした経済団体「モノづくり日本会議」や防災産業の育成強化を図る産学官の連携組織「日本防災産業会議」の事務局を担っている。

## 競合紙
日本産業経済新聞社の時代に本紙を発行した日本経済新聞社が、1973年（昭和48年）に創刊した日経産業新聞と本紙を「産業経済二紙」と呼ぶことがあったが、日経産業新聞は2024年3月29日に休刊した。以前は産経新聞社の子会社が発行していたフジサンケイ ビジネスアイ（旧・日本工業新聞）も強力なライバルであった。
企業・行政取材では日経、朝日新聞、読売新聞、毎日新聞の各東京本社経済部に次ぐ、第3のポジションを占める。なお、日本産業経済新聞社時代に取材・販売地域の棲み分けを行った産経新聞（旧・産業経済新聞）はそれらよりも若干下の位置にある。

## 支社支局
支社は東京、名古屋、大阪、西部（福岡市）。総局（傘下に支局を持つ旧支社）は、さいたま、横浜、京都、神戸、広島で、かつての仙台支局は東北・北海道総局に昇格している。このほか全国各地の支局を含めて40以上の拠点がある。支局がない県がある（北東北や山陰地方など）一方で、製造業や中小企業が集積している地区には県庁所在地や政令指定都市でなくとも支局を置いている（東大阪市や兵庫県姫路市、広島県福山市など）。
支社長は局長（大阪支社長のみ取締役）、総局長は部長（一部は副部長）。支局長は編集デスクと同格の副部長（一部は部長）が務める。
日刊工業新聞社の従業員は500人強。最盛期には2,000人近い社員がいた。

## 歴史
1915年（大正4年）『大阪古鉄日報』『鉄世界』の名前で創刊。鉄スクラップの市況を扱う業界紙として発行されていた。

1940年（昭和15年）、内閣情報局の命令により東京で発行されていた大衆紙『二六新報』を合併する。しかし二六は発禁や停刊を繰り返した末に近代日本の新聞業界でも有数の汚れたイメージのブランドとなってしまっており、旧工業新聞社が望んだものではない。戦後復刊した本紙も、二六を前身とは認めていない。
大東亜戦争（太平洋戦争・第二次世界大戦）中の1942年（昭和17年）、日刊工業新聞社は日本経済新聞社の前身にあたる中外商業新報社に吸収合併させられる。中外商業新報改め日本産業経済新聞社は『日本産業経済』（現・日本経済新聞）を核に旧・日刊工業新聞社が扱っていた産業分野の専門的な記事を扱う新聞も別に出すことになり、『軍事工業新聞』と題号を変え発行を継続した。しかし翌1943年（昭和18年）には、日刊工業新聞社広告部出身のスタッフを中心に『日本産業経済広告社』（日本経済広告社、日経広告を経て現・日本経済社）が立ち上げられている。
終戦後の1946年（昭和21年）3月1日、日本産業経済が『日本経済新聞』に題号を変更する時に合わせて旧・日刊工業新聞社のスタッフが分離独立し、大正期に一時使用した『工業新聞』の題号で復刊を果たした。1950年（昭和25年）、工業新聞は現在まで続く『日刊工業新聞』に題号を復した。
高度成長期には全国的な工業化の波に乗って成長し、部数も日経新聞に迫った。この時期、都道府県庁所在地と工業都市に支社・支局を開設している。専門紙でありながら一般全国紙並みの支局網を持ち、警察を除く全国の都道府県庁などにある主要記者クラブに日刊工業新聞が加盟しているのはこの頃の名残である。同時に製造業以外の報道でも強みを発揮した。日本銀行担当記者（当時）だった松本明男が「山一危機」をつかみながら、旧大蔵省の圧力を受けた当時の幹部に握りつぶされ大スクープを逃した話は有名で、杉山隆男『メディアの興亡』や『証券不況』などのドキュメンタリー本で取り上げられている。
1972年（昭和47年）、田中角栄の著書『日本列島改造論』を刊行。100万部以上を売る大ベストセラーとなり当社に莫大な利益をもたらすが、翌1973年（昭和48年）の第一次オイルショックで日本の高度経済成長期が幕を下ろすと、部数も低迷する。そのため、エレクトロニクスや情報通信などの新しい製造業にシフトして生き残りを図った。1985年（昭和60年）1月1日から題字を縦書きから横書きに変更し、前年まで使用していた「新」の本字（ / 𣂺）を通常の字体（新）に改めた。1980年代後半から1990年代初頭のバブル期には部数も持ち直し、『流通サービス新聞』を創刊するなど、攻めの経営で業績を伸ばした。経済のグローバル化に対応するため、米国ニューヨークやロサンゼルス、英国ロンドン、シンガポール、中国・北京市に海外支局も開設した。
バブル崩壊を経て1990年代後半に入ると、再び部数は下降を始めた。土曜付新聞発行の休止、『流通サービス新聞』の休刊や、人員削減、海外支局の全面閉鎖などのリストラを進めたが、業績低迷は続いた。当時、販売で協力関係にある朝日新聞社や、東洋経済新報社などとの合併話も流れたが、いずれも実現しなかった。
2003年（平成15年）9月には経営危機が表面化。東京・九段下にあった本社ビルを売却、中央区日本橋小網町の住生小網町ビルに移転して借入金を圧縮した。直営の新聞印刷工場（東京・大阪・福岡）も閉鎖し、2005年（平成17年）には全面委託印刷に切り替えるなど大規模リストラを断行、経営破綻はかろうじて回避した。しかし、2010年3月期の売上高は100億円を割り込み、自己資本は1％台に落ち込んだ。
現在は正社員の採用も行い、土曜日付の新聞発行も月1回のペースで復活している。
2015年（平成27年）4月に新しいオンラインメディア『ニュースイッチ』がスタート。同年11月、創刊100周年を迎えた。

## 関連人物
- 花田清輝（『軍事工業新聞』時代に記者。）
- 本所次郎（運輸、金融、財界担当記者。作家。）
  - 50歳を期に退社。著書に『転覆 海運・大型乗っ取り事件』『金色の翼 暴かれた航空機商戦』など。フジサンケイグループの権力闘争を描き、ライブドアによる買収劇を予言した『閨閥―マスコミを支配しようとした男』（徳間文庫、2004年）は、『週刊文春』の記事を「無断で引用」したとして、出版から1か月あまりで絶版となり書店から回収された[7]。
- 小林紀晴（写真家）
- 中島恵（1990年 - 1996年在籍。 編集局国際部、流通サービス部担当記者。ジャーナリスト。）
- 丸山隆平（1972年 - 1989年在籍。中小企業経営、情報通信、流通サービス担当記者。経済ジャーナリスト。）
  - 著書に『まるわかりフィンテックの教科書』（プレジデント社、2016年）など。
- 藤吉敏生 - 元社長。